# Bolívar (valuta)
Bolívar är namnet på flera olika valutor i Venezuela, alla med namn efter Simón Bolívar. Den första, som infördes 1879 (valutakod VEB), ersattes 2008 av Bolívar fuerte venezolano (Bs. F, valutakod VEF). Vid valutabytet var kursen dem emellan 1 VEF = 1000 VEB. 2018 ersattes i sin tur VEF av en ny bolívar, med namnet bolívar soberano venezolano (VES), till kursen 1 VES = 100 000 VEF. Båda dessa valutabyten förorsakades av hög inflation som kraftigt urholkat valutornas värde.
VEF var officiellt bunden till USD till en kurs av 1 USD = 10,00 VEF (2016-02-18), även om bolivaren hade ett mycket lägre värde på den svarta marknaden.

## Användning
Valutan ges ut av Banco Central de Venezuela – BCV. Den ombildades 1999 och har huvudkontoret i Caracas.

## Valörer
- mynt: 1 bolívar
- underenhet: 1 centimo, 5, 10, 12.5, 25, 50 centimos
- sedlar: 2, 5, 10, 20, 50, 100 (gällde VEF)